# Phyllostomus
Phyllostomus és un gènere de ratpenats de la família dels fil·lostòmids que viuen a Centreamèrica i la meitat nord de Sud-amèrica.

## Taxonomia
- Ratpenat de llança pàl·lid (Phyllostomus discolor)
- Ratpenat de llança allargat (Phyllostomus elongatus)
- Ratpenat de llança gros (Phyllostomus hastatus)
- Ratpenat de llança de Surinam (Phyllostomus latifolius)